# Ruth Stafford Peale
Loretta Ruth Stafford, zamężna Peale (ur. 10 września 1906 w Fonda, Iowa, zm. 6 lutego 2008) – amerykańska działaczka religijna, rzeczniczka pozytywnego myślenia.

## Życiorys
Urodziła się w rodzinie metodystycznego pastora Franka Burtona Stafforda i Anny Loretty z domu Crosby. Wychowywała się w Iowa, następnie w Detroit (Michigan). Uczęszczała do Northwestern Hogh School w Detroit, a po ukończeniu tej szkoły (1922) podjęła naukę w City College w Detroit. Studia przerwała po roku i rozpoczęła pracę zarobkową w dziale handlowym firmy telefonicznej, by pomóc uzyskać środki finansowe na naukę starszego brata. W latach 1926–1928 sama studiowała na Syracuse University, uzyskując bakalaureat z matematyki. Podjęła wówczas pracę nauczycielki w Syracuse High School.
W 1927 poznała młodego pastora metodystycznego Normana Vincenta Peale’a, za którego wyszła za mąż 20 czerwca 1930. W 1932 małżonkowie przenieśli się z Syracuse do Nowego Jorku, gdzie Ruth Peale wspierała męża w pracy duszpasterskiej, m.in. inspirując go do nawiązania współpracy z psychologiem. Spojrzenie z punktu widzenia psychiki człowieka miało wspomagać rozwiązywanie problemów natury religijnej. Ruth Peale zaangażowała się również osobiście w działalność Kościoła metodystycznego, obejmując m.in. kierownictwo oddziału kobiecego instytucji dzieł misyjnych.
W kolejnych latach zajmowała się propagowaniem kazań męża (współtworzyła w tym celu specjalną oficynę Sermon Publications). Była również jedną z inspiratorek słynnej książki Normana Peale’a The Power of Positive Thinking (1952). W 1945 małżonkowie, razem z nowojorskim biznesmenem Raymondem Thornburgiem, powołali do życia pismo „Guidepost Magazine”, stanowiące forum wypowiedzi o własnych doświadczeniach życiowych. W kolejnych latach Ruth Peale aktywnie uczestniczyła w propagowaniu idei pozytywnego myślenia, towarzysząc mężowi m.in. w podróży do Azji w 1969. W latach 1952–1968 była związana z programem telewizyjnym What’s Your Trouble.
Kontynuowała również działalność w kościele, wchodząc m.in. w skład zarządu Amerykańskiego Towarzystwa Biblijnego i Komitetu Matek Amerykańskich. Była wiceprezydentem Narodowej Rady Kościołów i Rady Protestanckiej miasta Nowy Jork. Sama opublikowała kilka książek – The Adventure of Being a Wife (1971), Secrets of Staying in Love (1984), A Lifetime of Positive Thinking (2001). Kierowała wydawnictwem Guidepost Publications. W 1984 razem z mężem została przyjęta przez papieża Jana Pawła II. Po śmierci Normana Vincenta Peale’a w grudniu 1993 otrzymała nagrodę jego imienia za propagowanie idei pozytywnego myślenia.
Spośród innych wyróżnień, które otrzymała, można wymienić honorowe doktoraty Syracuse University (1953), Hope College (1962), Milwaukee School of Engineering (1985) i Judson College w Elgin (Illinois, 1988). Była również laureatką nagrody im. Horatio Algera (1977) i honorowym kanclerzem Webber College, wielokrotnie wyróżniono ją tytułem kobiety roku (a także m.in. „Matki roku” stanu Nowy Jork w 1963). W 2000 otrzymała klucze do miasta Huntsville (Alabama).
Z małżeństwa z Normanem Peale’m ma troje dzieci: córki Margaret (ur. 1933, zamężna Everett) i Elizabeth (ur. 1942, zamężna Allen) oraz syna Johna (ur. 1936).
W 1964 Arthur Gordon nakręcił film biograficzny o jej mężu One Man’s Way. W postać Ruth Peale wcieliła się Diana Hyland.